# Shunfeng International Clean Energy
Shunfeng International Clean Energy (SFCE) ist ein chinesischer Photovoltaik-Hersteller und -Anlagenbetreiber. Er wurde 2005 als Jiangsu Shunfeng Photovoltaic Technology gegründet und ist seit 2011 unter dem heutigen Namen an der Börse notiert. Offiziell ist das Unternehmen auf Cayman Islands registriert.
2014 übernahm Shunfeng den mindestens ebenso großen Mitbewerber Suntech Power (Wuxi Suntech) sowie die deutschen Firmen S.A.G. Solarstrom (mit meteocontrol) und Sunways.
Außerdem ist Shunfeng zu 63 % an der amerikanischen Suniva, zu 59 % an dem LED-Hersteller Lattice Power, zu 30 % an Powin Energy und zu 25 % am Everpower beteiligt.
Shunfeng besitzt Solarparks mit einer installierten Leistung von 1.780 MW, vor allem in den chinesischen Provinzen Gansu, Xinjiang und Ningxia.
Für das Jahr 2016 sprach Shunfeng eine Gewinnwarnung aus, da mehrere Tochtergesellschaften Verluste schrieben und Solarparks mit mehreren hundert MW nicht an das chinesische Stromnetz angeschlossen werden konnten.